# Hammond Innes
Ralph Hammond Innes, född 15 juli 1913 i Horsham, West Sussex, död 10 juni 1998 i Kersey, Suffolk, var en brittisk författare.
Han gav ut sina böcker under pseudonymerna Hammond Innes och Ralph Hammond.

## Priser och utmärkelser
- Grand Master-diplom 1988
- Kommendör av Brittiska imperieorden (CBE)[4]